# Cercomantispa picea
Cercomantispa picea är en insektsart som först beskrevs av Peter Esben-Petersen 1917. 
Cercomantispa picea ingår i släktet Cercomantispa och familjen fångsländor. Inga underarter finns listade i Catalogue of Life.